# Шаповалов Валерій Валерійович
Валерій Валерійович Шаповалов (нар. 27 серпня 1976, Одеса, УРСР) — український футболіст та тренер, виступав на позиції захисника.

## Кар'єра гравця
У футбол розпочинав грати в рідній Одесі. З 1993 по 1995 рік виступав в одеських командах СК «Одеса» та «Динамо-СКА». У 1996 році перейшов до дніпропетровського «Дніпра», де 26 жовтня того ж року в грі проти тернопільської «Ниви» дебютував у вищій лізі. Не зумівши стати гравцем основного складу «дніпрян», Шаповалов продовжив кар'єру в інших командах вищого дивізіону: «Зірка», «Кривбас», «Металург» (Запоріжжя). Всього у вищій лізі чемпіонату України провів 75 ігор, всього ж на професіональному рівні провів за українські клуби 241 матч і забив 24 м'ячі.
З 2003 по 2007 роки (з перервою: 2004 рік — «Білшина») грав у Казахстані в командах «Ордабаси» й «Окжетпес». У Суперлізі провів 104 матчі, забив 7 голів.
У 2008 році завершив кар'єру гравця.

## Кар'єра тренера
У 2009 році працював у тренерському штабі Едуарда Глазунова в команді «Окжетпес». З серпня 2009 року, після відставки Глазунова, очолював цю команду як в.о. головного тренера. На цій посаді пропрацював до грудня того ж року, коли тренером команди був призначений Сергій Герасимець. У 2015 році був призначений помічником головного тренера кіровоградської «Зірки», де пропрацював до серпня 2016 року. Потім продовжив роботу на посаді помічника Сергія Лавриненка в петрівському «Інгульці».

## Досягнення

### Як тренера
- Перша ліга чемпіонату України
  -  Чемпіон (1): 2015/16